# Guettarda caatingae
Guettarda caatingae är en måreväxtart som beskrevs av Karl Suessenguth. Guettarda caatingae ingår i släktet Guettarda och familjen måreväxter. Inga underarter finns listade i Catalogue of Life.